# کار-ا-سوترا
کار-اَ-سوترا (به ایتالیایی: Kar-a-sutra)؛ یک طرح مفهومی طراحی صنعتی است که بر روی یک خودرو اعمال می‌شود، که در سال ۱۹۷۲ میلادی توسط ماریو بلینی با همکاری شرکت ایتالیایی مبلمان کاسینا ایجاد شد. این خودروی مفهومی که بر روی شاسی «اس‌ام» با همکاری سیتروئن و پیرلی ساخته شد، در موزهٔ هنر مدرن در نیویورک در نمایشگاه بزرگ اختصاص داده شده به طراحی ایتالیایی که در سال ۱۹۷۲ میلادی برگزار شد و به نام ایتالیا: چشم‌انداز داخلی جدید به نمایش گذاشته شد. در واقع یکی از پیشنهادات بلینی در پاسخ به دعوت‌نامۀ دریافت شده از خود موزه بود. این یک خودروی مفهومی است که به‌طور قابل توجهی صنعت خودروسازی آینده را در سال‌های بعد تحت تأثیر قرار داد. در واقع می‌توان آن را به عنوان پیشروی مینی‌ون‌های مدرن تعریف کرد.

## زمینه
در نمایشگاهی که برای برجسته کردن سبک ایتالیایی (که در تضاد با سبک بین‌المللی بقیۀ جهان بود) برپا شد، دو گرایش مهم طراحی ایتالیایی غالب بود، از یک سو طراحی رادیکال (همچنین به عنوان طراحی‌ناهمسو تعریف می‌شود) و از دیگر سو خردگرایی ایتالیایی بر طرح اعمال می‌شد؛ بلینی با این خلقت، قطعاً به این روند اخیر نزدیک بود، ماهیتی کاملاً طراحی شده، فرزند معماری و تحت تأثیر باوهاوس که اکنون باستانی می‌نمود.
در دوره‌ای که خودروها عمدتاً تحت تأثیر مفاهیم غیرمنطقی مانند قدرت و سرعت موتور بودند که به‌ طوری فزاینده‌ای توسط خطوط مشابهی بر بدنۀ خودرو جاری می‌شدند، حتی به زیان نیازهای منطقی مانند قابلیت سکونت داخلی (بیش از همه)؛ بلینی یک مفهوم خودروی بسیار منطقی را پیشنهاد می‌کند، اما این بدان معنی نیست که عاری از عجایب و هویت باشد، بلکه این مفهوم با هدف به حداکثر رساندن قابلیت سکونت و عملکرد می‌باشد. بلینی همچنین به خود اجازه می‌دهد تحت تأثیر متدولوژی‌های طراحی لو کوربوزیه قرار گیرد، خودرویی کاملاً غیر متعارف را با راه‌حل‌های متعدد پیشنهاد می‌کند که حتی د استیل قدیمی را به خاطر می‌آورد. این خودرو علاوه بر موفقیتی که در موزۀ هنر مدرن کسب کرد، همچنین توانست در سال ۱۹۷۳ میلادی جایزۀ طراحی هنر بولافی را دریافت کند.

## توضیحات
این وسیلۀ نقلیه‌ای با بدنۀ مینی‌ون است که به شدت به سمت قابلیت اسکان داخلی و همچنین به سمت ارتباط میان مسافران، هم در بین خود (فضاها به منظور تسهیل مکالمه بین همۀ اعضا ساخته شده‌اند) و هم با دنیای بیرون، گرایش دارد. در واقع، با پنجره‌های بزرگ مشخص می‌شود تا مسافران را در تماس دائمی با جهان نگه دارد. اگر چه در ایتالیا، ایالات متحدۀ آمریکا و سایر نقاط جهان، مینی‌ون‌ها قبلاً در اشکال مختلف ظاهر شده بودند، مانند: آلفا ۴۰–۶۰ اچ‌پی آیرودینامیک کاستانیا (شاه‌بلوط) در سال ۱۹۱۳ میلادی، فیات ۶۰۰ مولتیپلا (چندگانه) در سال ۱۹۵۶ میلادی، تناسب میان سبک و فضا هنوز مطلوب نبود.
علاوه بر این، در دههٔ شصت و هفتاد میلادی، به ویژه در ایالات متحدهٔ آمریکا، استیشن واگن‌ها با موفقیت فوق‌العاده خود را تثبیت کرده بودند و «کار-اَ-سوترا» تکامل مستقیم آن‌هاست. کانسپت بلینی با ابداع مفهومی جدید از وسیلۀ نقلیه با بدنۀ مینی‌ون که پس از آن به خودروهای مدرن دوران معاصر جان بخشید، از جمله آنچه را که در استیشن واگن‌ها گم شده بود، جبران نمود، یعنی قابلیت سکونت بیشتر فضاها، ارتفاع بیشتر و ظرفیت مسافر بیشتر.
فضای داخلی که به‌طور کامل با بالشتک‌های بزرگ پوشانده شده بود، به سرنشینان اجازه می‌داد تا با حداکثر آزادی خود را در خودرو قرار دهند.

### سبک
با فرم‌های بسیار مربعی شکل و بدون اتصال، اگر نگوییم حداقل، «کار-اَ-سوترا» یک خودروی فوق‌العاده‌ است (به ویژه در زمینه‌ای که در آن قرار گرفته است)، که با فضای داخلی بسیار جادار و روشن و همچنین سبُک مشخص می‌شود. که قطعات ساختاری آن حداقل است تا فضا برای فضاهای نورگیر بزرگ باز شود. دماغۀ جلوی بسیار شیب‌دار، به خودرو پویایی می‌بخشد که در غیر این صورت بسیار سنگین می‌بود. تزئیناتی که از چندین خط طولی تشکیل شده است در تمام طول خودرو اجرا شده تا سبُک شود و حس تداوم و عقلانیت را به خودرو بدهد و در عین حال پویایی شکل آن را افزایش دهد. قسمت جلویی که با یک جلوپنجرۀ منفرد متمایل به عقب مشخص می‌شود، دو چراغ جلوی دایره‌ای شکل ساده را در خود جای داده است که در یک قاب چهارگوش گنجانده شده است.

### ساختار
این خودرو دارای راه‌کارهای مختلفی است که بسیاری از آن‌ها توسط اسپاس و همه مینی‌ون‌های مدرن دهه‌های هشتاد، نود میلادی و پس از آن، بسیار صادقانه استفاده می‌شوند. این سازه شامل یک ستون مرکزی بزرگ و ستونی است که مطابق با قوس چرخ جلو قرار گرفته است تا بقیه بدنۀ خودرو کاملاً شفاف بماند. سقف نیز تا حدی شفاف است، یک قطعۀ متقاطع بزرگ تمام طول سقف را می‌گذراند تا به خودرو استحکام بخشد. ویژگی این خودرو یک شیشۀ عقب تک و بسیار بزرگ است. قسمت عقب، تقریباً کاملاً قائم، به یک درب عقب با اندازۀ کامل بازشو مجهز شده است. کف ماشین کاملاً صاف است، راه‌حلی اساسی که آزادی کامل ماژولار بودن و قابلیت اسکان داخلی مینی‌ون‌های مدرن را نشان می‌دهد.

## تأثیرات صنعتی
پس از چند سال، بسیاری از خودروسازان، به ویژه ژاپنی‌ها، شروع به ارائه پیشنهادات مینی‌ون خود کردند: اولین مورد، پیشگام این بخش که در بازار ایالات متحدۀ آمریکا به موفقیت دست یافت، میتسوبیشی چاریوت ۱۹۷۵ میلادی و به دنبال آن تویوتا ترسل ۱۹۸۱ میلادی، نیسان پریری ۱۹۸۲ میلادی، هوندا شاتل ۱۹۸۵ میلادی بود؛ و در نهایت یک خودروی اروپایی، بسیار نزدیک به طراحی مفهومی بلینی: رنو اسپاس، که اروپایی‌ها آن را به عنوان مادر واقعی مینی‌ون‌های مدرن و همینطور پسرعموهای ژاپنی خود تعریف می‌کنند و البته طراحی مفهومی بلینی را نادیده می‌گیرند. یک نمونۀ ایتالیایی از خودروهای بسیار نزدیک به «کار-اَ-سوترا»، فیات اولیس بود.